# Franco Giorgetti
Francesco Carlo Rodolfo "Franco" Giorgetti, född 13 oktober 1902 i Bovisio-Masciago, död 18 mars 1983 i Varese, var en italiensk tävlingscyklist.
Giorgetti, var bancyklist med sexdagarslopp som specialitet. Genom sin fenomenala snabbhet i dessa tävlingars många spurter vann han ett flertal segrar, framför allt under en flerårig vistelse i USA. Han vann 1926–1930 New Yorks sexdagars sju gånger, och var 1927–1930 amerikansk stayermästare.